# Organizace zemí vyvážejících ropu
Organizace zemí vyvážejících ropu (zkráceně OPEC z angl. Organization of the Petroleum Exporting Countries) je mezivládní organizace sdružující 12 zemí exportujících ropu. OPEC koordinuje ekonomickou politiku členských zemí, a to zejména v oblasti vyjednávání s ropnými společnostmi ohledně objemu produkce a cen ropy. Sídlo organizace je ve Vídni.
Členské země OPEC dnes kontrolují 75 % veškerých světových ropných zásob, v celosvětovém měřítku zajišťují jednu třetinu veškeré ropné produkce a celou polovinu z objemu vývozu ropy.

## Řízení organizace
Nejvyšším orgánem organizace je konference zástupců členských zemí, na které se projednávají otázky vztahů zemí OPEC s politickými a ekonomickými partnery, pro nadcházející období se určují denní kvóty těžby a cena exportované ropy. Konference dále volí radu guvernérů, do které je z každé členské země vyslán jeden zástupce. Přijetí jakéhokoliv rozhodnutí je na konferenci velmi obtížné, důvodem je potřeba jednomyslného usnesení. Konference se schází alespoň dvakrát ročně. Mezi další orgány OPEC patří generální sekretariát v čele s generálním tajemníkem a hospodářská komise.

## Historie
OPEC založilo na konferenci v Bagdádu dne 14. září 1960 pět zemí, jejichž export ropy výrazně převyšoval domácí spotřebu. V lednu 1961 byly v Caracasu přijaty stanovy OPEC. Zakládající země vytvořily kartel určující objem a cenu exportované ropy, zejména pomocí zavedení těžebních kvót.
Kartel organizace byl během své historie úspěšný – dokázal členským zemím zajistit ohromné zisky ze vzrůstajících cen ropy (ty se od založení organizace několikanásobně zvýšily). Na podzim roku 1973 OPEC záměrně snížila těžbu ropy (o přibližně 5 %), aby mohla její cenu ovlivňovat ve svůj prospěch, a zároveň vyhlásila embargo na vývoz ropy do zemí, které podporovaly Izrael během Jomkipurské války (hlavně USA a Nizozemsko) a odstartovala tak první a prozatím největší ropný šok. Ceny ropy se tehdy zvýšily na čtyřnásobek.

## Členské země
- Alžírsko (od 1969)

Členové OPEC jsou na mapě vyznačeni modře.

- Gabon (od 1975 do 1995, znovu od 2016)
- Irák (od 1960, zakládající člen)
- Írán (od 1960, zakládající člen)
- Konžská republika (od 2018)[1]
- Kuvajt (od 1960, zakládající člen)
- Libye (od 1962)
- Nigérie (od 1971)
- Rovníková Guinea (od 2017)[2]
- Saúdská Arábie (od 1960, zakládající člen)
- Spojené arabské emiráty (od 1967)
- Venezuela (od 1960, zakládající člen)

Některé země již z organizace OPEC vystoupily: Angola (členem 2007-2023), Ekvádor (členem dvakrát 1973–1992 a 2007–2020), Indonésie (členem dvakrát 1962–2008 a 2016) a Katar (členem 1961–2019).

## Potenciální členské země
Bolívie, Súdán a Sýrie byly přizvány ke vstupu do OPEC. Brazílie v současné době členství zvažuje kvůli nově nalezeným zásobám ropy v Atlantiku.